# Жидилов Бор
Жиди́лов Бор — деревня в Ершовской волости Псковского района Псковской области России.
Расположена у побережья Псковского озера в 12 км к северо-западу от Пскова и в 2 км к юго-западу от волостного центра Ершово. При повороте на деревню с автодороги Псков—Гдов (в 3 км) находится воинское захоронение (1999) «Жидилов Бор» с Часовней памяти.

## Население
| 2001 | 2002 | 2010 |
| ---- | ---- | ---- |
| 67   | ↗82  | ↗91  |